# Faculdade Municipal de Palhoça
A Faculdade Municipal de Palhoça (FMP) é uma instituição de ensino superior do Município de Palhoça, situado no estado de Santa Catarina.
Ela possui natureza de autarquia municipal, de acordo com o art. 1º da Lei Municipal nº 2.182/2005, sendo os seus cursos de graduação gratuitos.

## Cursos
- Bacharelado em Administração (matutino), com 100 vagas anuais e carga horária de 3420 horas
- Bacharelado em Administração (noturno), com 100 vagas anuais e carga horária de 3420 horas
- Licenciatura em Pedagogia, com 100 vagas anuais e carga horária de 3338 horas
- Tecnólogo em Gestão do Turismo, com 100 vagas anuais e carga horária de 1620 horas;
- Tecnólogo em Análise e Desenvolvimento de Sistemas.[4]